# Rakeback
La rakeback è la quota di rake, o commissioni, restituita ai giocatori di poker online in seguito al conseguimento di determinati obiettivi. 
Solitamente la percentuale di rake restituita aumenta con l'aumentare della rake totale pagata. Più sono i soldi scommessi e maggiore sarà la parte di commissioni che verrà restituita al giocatore sotto forma di denaro reale, punti, accessi gratuiti a tornei o beni materiali.
Questa pratica ha lo scopo di fidelizzare i giocatori e di incentivarli a generare più rake possibile, aumentando quindi le entrate della sala. In cambio il giocatore potrà ridurre l'impatto della rake sulle sue vincite complessive ottenendo un vantaggio rispetto ai giocatori occasionali.